# Магомедов, Гусейн Магомед оглы
Гусейн Магомед оглы Магомедов (азерб. Məhəmmədov Hüseyin oğlu; 22 августа 1974, Товуз, Азербайджанская ССР, СССР) — азербайджанский футболист, вратарь. Один из самых опытных и титулованных футболистов Азербайджана. С 1997 по 2003 год защищал цвета национальной сборной Азербайджана.

## Биография
Гусейн Магомедов является воспитанником товузской школы футбола.

### Клубная карьера
За всю свою более чем 20 летнюю карьеру футболиста выступал за такие азербайджанские клубы, как «Туран» Товуз, «Кяпаз» Гянджа, «Шамкир», «Нефтчи» Баку, «Олимпик» Баку, «Карван» Евлах, «Стандард» Баку, «Бакылы» и ПФК «Араз-Нахчыван».
В 2002—2003 годах, вместе с братьями Хагани и Физули Мамедовыми, выступал в составе «Машин Сази Табриз» - иранского клуба из Тебриза, столицы провинции Восточной Азербайджан. Провел за команду 26 встреч.

### Сборная Азербайджана
В составе национальной сборной Азербайджана дебютировал 11 октября 1997 года в Цюрихе, во время отборочного матча чемпионата мира по футболу со сборной Швейцарии. При этом вышел на замену на 44 минуте матча.
Свой последний матч за основную сборную страны провел 29 марта 2003 года в Кардиффе, во время отборочного матча Чемпионата Европы со сборной Уэльса.

## Достижения
Туран
- Азербайджанская футбольная Премьер-лига (1): 1993/94

Гянджа
- Азербайджанская футбольная Премьер-лига (2): 1997/98, 1998/99
- Кубок Азербайджана по футболу (3): 1996/97, 1997/98, 1999/00

Шамкир
- Азербайджанская футбольная Премьер-лига (2): 2000/01, 2001/02

Нефтчи
- Азербайджанская футбольная Премьер-лига (2): 2003/04, 2004/05
- Кубок Азербайджана по футболу (1): 2003/04
- По итогам сезона 1997/98 был признан лучшим голкипером Премьер-лиги Азербайджана в составе гянджинского «Кяпаза».